# Fran Krsto Frankapan
Fran Krsto Frankapan (Bosiljevo, 4. ožujka 1643. – Bečko Novo Mjesto, 30. travnja 1671.), bio je hrvatski plemić, vojskovođa i pjesnik iz velikaške obitelji Frankopan.

## Životopis
Fran Krsto Frankapan rođen je u Bosiljevu 1643. godine. Pretpostavlja se da mu je rodno mjesto Bosiljevo, iako nije sa sigurnošću utvrđeno. Različiti teoretičari pišu o mogućoj godini njegova rođenja, pa tako Vodnik piše o godini 1641., Laszowski o 1646. ili 1647. godini. Ipak se većina teoretičara slaže da je rođen 1643. godine. Josip Vončina se ne zadovoljava rezultatima istraživanja te na temelju raznih literatura i vrela pokušava saznati godinu njegova rođenja. Na kraju utvrđuje da je Franjo mogao postati punoljetnim između 29. svibnja 1656. i 27. srpnja 1658. godine, dakle najranije se mogao roditi 1638. ili 1639. godine. Bio je polubrat Katarine Zrinski i šurjak Petra Zrinskog, s kime je bio jedan od organizatora urote hrvatskih i ugarskih velikaša (poznate pod nazivom Zrinsko-frankopanska urota), nezadovoljnih centralizatorskom i kunktatorskom, oklijevajućom politikom Bečkoga dvora koji je sklapao ponižavajuće mirovne sporazume s Osmanlijama, najviše na štetu Hrvata i Mađara. 
Fran Krsto, najmlađi sin karlovačkog generala Vuka Frankopana, po nekim se izvorima rodio u Karlovcu 4. ožujka 1643. godine. Nakon očeve smrti poslali su ga na školovanje u Zagreb, gdje je polazio isusovačku gimnaziju. Stanovao je u konviktu za vanjske učenike u Habdelićevoj ulici, a dodatnu je nastavu pohađao u isusovačkom kolegiju, gdje je stekao sklonost prema knjizi i pisanju. O njegovu školovanju ne postoje podaci sve do zabilježbe o školovanju u Grazu 1654. godine. Kao mali dječak ostao je bez majke, a otac mu je umro 1652. godine. Zahvaljujući rodbinskim vezama s talijanskom plemićkom obitelji Frangipani, boravio je u Italiji i tamo već 1656. godine naslijedio gradić Nemi, što mu je donijelo titulu markiza. 
Radi nastavka školovanja i odgoja odlazi u Italiju gdje je proučio talijansku poeziju i upoznao uglednu rimsku patricijku Julijanu de Naro s kojom se je i vjenčao. Vrativši se u domovinu pošao je očevim stopama i postao ogulinski kapetan te je sudjelovao u velikom boju s Turcima kod Otočca.
S rimskom obitelji Frangipane (od koje zapravo potječe hrvatska varijanta prezimena Frankopan) hrvatski su Frankopani imali bliske odnose, pa je čak posljednji potomak te obitelji, Mario Frangipane, koji je, prema povijesnim izvorima, umro u Rimu 19. siječnja 1654. godine, u svojoj oporuci sve posjede i naslov markiza ostavio hrvatskim Frankopanima. Stoga se u nekim dokumentima i na slikama, Fran Krsto Frankopan titulira kao markiz.
Velikaš izrazite umjetničke nadarenosti, rođeni pjesnik, Fran Krsto je za života objelodanio samo jedan književni rad, spjev "Elegia" (1656.). Današnji istraživači vjeruju da dio njegove zbirke intimne poezije "Gartlic za čas kratiti", što ju je priredio u posljednjim danima života kao zatočenik u Bečkom Novom Mjestu čekajući smaknuće, sve do nedavna poznata samo djelomice, sadrži i pjesme napisane u doba vedre mladosti, u danima kad je na hrvatski jezik prevodio Moliereovu komediju "Georges Dandin" pod naslovom ''Jarne bogati'', dok su samo one tužne nastale u tamnici. Priređujući zbirku, znajući da gleda skoroj i strašnoj smrti u oči, nije ih poredao kronološki, nego ih je pomiješao. Tragična sudbina Frana Krste Frankopana i Petra Zrinskog postala je u 19. stoljeću simbolom hrvatske borbe za opstojnost i jednim od najvećih nacionalnih mitova.
Prvo i ujedno jedino tiskano djelo koje nije napisao u Bečkom Novom Mjestu je latinska elegija, objavljena 1656. U njoj pjesnik žali što su anđeli Gospinu kućicu s Trsata prenijeli u Loreto. Fran Krsto Frankopan je svoje posljednje dane pred smaknuće provodio u stihovima, dovršavajući pjesme koje je stvarao za života. Upravo ta njegova pjesnička strana je otkrivena tek nakon smrti. Piše ciklus od osam pjesama ''Dijačke junačke'' i 18 religioznih pjesama, nastali su prije njegova odlaska u zatvor, a tamo su nadopunjene i prepravljene. S njima prvi put u pisanu književnost uvodi deseterac. Tragičnu sudbinu pjesnikovu slijedila je i sudbina njegove poezije, sabrane u zbirci "Gartlic za čas kratiti". Morala su proći puna dva stoljeća dok ju je otkrio tadašnji knjižničar u bečkoj Dvorskoj knjižnici Ivan Kostrenčić; on ju je prvi i objelodanio, i to odmah u knjizi (Vrtić, 1871.), ali samo u izboru, jer su neke od tih pjesama, one erotske iz "Gartlica" i ciklusa "Zganke", zbog smjelosti izraza bile suviše izazovne a da ne bi vrijeđale moralni osjećaj čitatelja. S njima prvi put u pisanu književnost uvodi deseterac. Iako je pojava knjižice bila litararna senzacija, ipak nitko od tadašnjih kritičara, ni Vatroslav Jagić, nije u njoj prepoznao vrijednost. 
Nedostajale su im bitne znanstveno-teorijske spoznaje, ali i receptivno-doživljajne, emotivne pretpostavke (sam Jagić, iako izuzetno zaslužan filolog, nije, kao ni većina hrvatskih jezikoslovaca dopro do razine estetskoga). Tvrdnjom da je Frankopanov jezik "mješovit i šarovit" nije se ni moglo doći do ispravnog estetskog suda. Jer ta "mješovitost i šarovitost" nije bila mana nego specifična osebina svih pisaca ozaljskog kruga, koja nažalost nije dala onakve plodove kakve je mogla dati, jer je u vrijeme kodifikacije hrvatskoga književnoga jezika uzorom bio Ivan Gundulić, pa je Frankopanova, po idiomu tronarječna poezija, iz toga diskursa djelovala kao odstupanje od središnjega tijeka razvoja hrvatskoga jezika. Tek su novija jezičnopovijesna istraživanja, posebice Josipa Vončine, dostojno opisala i vrijednovala osebujnost i gipkost Frankopanova umjetničkog izraza. Fran Krsto Frankopan započeo je i prozno djelo o kasnosrednjovjekovnoj temi četiriju posljednjih stvari Trumbita sudnjega dneva. Po podrijetlu tema i motiva te po stilskim obilježjima i metričkom sustavu, Frankopanov opus je poprilično heterogen. Kod Frankopana se miješta staro i novo, umjetno i narodno, visokoknjiževno i popularno. Iako je najčešće oslovljen kao barokni pjesnik, tragovi barok su vidljivi tek u dijelu pjesništva, ljubavnog i religioznog. Njegova hrvatska djela pisana su mješavinom čakavskih, kajkavskih i štokavskih elemenata, karakteristično za ozaljski književno-jezični krug.

## Smaknuće
Prije nego što se Frankopan odrekao i ogulinske kapetanije i oprostio se s krajišnicima, oni su popunili njegovu kapetaniju Sigmundom Paradeiserom. Tada Fran Krsto pristaje na urotu i uz savez sa sultanom. 
Hrvatski kneževi ban Petar Zrinski i Fran Krsto Frankopan potomci su najstarijih, najpoznatijih i najznačajnijih velikaških rodova u Hrvatskoj i Europi. Oni su praplemićki rodovi starohrvatskih plemena. Njihova je nasljedna naslovna čast proizašla iz hrvatskog plemenskog sustava i njegove teritorijalizacije u kneštvima i županijama. Zrinski i Frankopani bili su neovisni na svojim golemim posjedima koji su obuhvaćali prostor gotovo čitave srednjovjekovne Hrvatske. Bili su Zrinski i Frankopani nositelji i branitelji hrvatskih nacionalnih i državnih interesa, a u vrijeme prodora Turaka, branitelji cjelokupne Europe. Fran Krsto 1663. godine sudjeluje u bitki kraj Jurjevih stijena u blizini Otočca, u kojoj su hrvatske postrojbe pod vodstvom Petra Zrinskoga porazile Osmanlije. Fran Krsto Frankopan 1666. godine obnavlja i utvrđuje Novigrad na Dobri, a nosio je naslov i prihode ogulinskoga kapetana te je htio dobiti upravu nad senjskom kapetanijom što mu je 1669. spriječila vojna uprava Austrije. Prije nego što se Frankopan odrekao i ogulinske kapetanije i oprostio se s krajišnicima, oni su popunili njegovu kapetaniju Sigmundom Paradeiserom. Tada Fran Krsto pristaje na urotu i uz savez sa sultanom. On je bio nezadovoljan politikom bečkog dvora, najviše poslije Vasvàrskog mira, a gubitak ogulinske kapetanije samo mu je bio povod za urotu. 1669 se priključuje protuaustrijskoj uroti hrvatskog i ugarskog plemstva koju je predvodio Petar Zrinski. Nakon neuspjele urote odnosno izdaje od strane Turaka,  Frankopan se sklanja u Čakovec gdje skupa sa Zrinskim 13. Travnja odlazi u Beč izmoliti od cara oprost. Oba su uhićena i preseljena u zatvor u Bečkom Novom Mjestu te su optuženi za veleizdaju. 
Dana 11. travnja 1671. godine poseban sud optužio je Petra Zrinskog da je htio postati vladar (što je značilo da je radio protiv Habsburgovaca), a Frana Krstu Frankopana da je pozvao na ustanak. Smaknuti su 30. travnja 1671. godine u Bečkom Novom Mjestu. Protiv njihova ubojstva su bili mnogi europski vladari pa i papa. Jedini koji se nije oglasio bio je francuski kralj Luj XIV. Njihove posmrtne ostatke 28. travnja 1919. godine hrvatski rodoljubi prenijeli su i 30. travnja 1919. godine pokopali u zagrebačkoj katedrali.

### Pismo supruzi Juliji
Noć prije smaknuća Petar Zrinski i Fran Krsto Frankopan napisali su oproštajna pisma svojim suprugama, Ani Katarini Zrinski i Juliji Naro Frankopan. Fran Krsto Frankopan napisao je svoje pismo supruzi Juliji Naro na talijanskome jeziku, pošto mu je supruga bila Talijanka, a Petar Zrinski svojoj supruzi Ani Katarini, hrvatskoj banici i spisateljici, na hrvatskome jeziku.
Predraga i preljubljena Julijo, moja draga! Pošto mi je voljom neba i Božjom odredbom prijeći iz ovoga svijeta u drugi, da tako dadem zadovoljštinu za počinjene uvrede proti carskom veličanstvu premilostivoga gospodara, htjedoh te iz srca da zagrlim ovim retcima i reći ti posljednji s Bogom, moleći te, moja ljubezna Julijo, da mi za Božije milosrđe oprostiš kršćanskom blagohotnosti, budeš li radi moje neobzirnosti morala trpjeti uvreda i muka. Isto te tako molim, draga Julijo, da mi oprostiš svaku i najmanju uvredu koju sam ti nanio, otkad smo se uzeli. Ja ti sa svoje strane praštam od svega srca i sa svom dušom i zaboravljam na svaki povod nesporazumljenja, što si ga meni prouzročila, ma da i jest bio tek posljedica tvoje čiste i prave ljubavi spram mene. Opraštam se od svih rođaka i prijatelja mojih i preporučam ti se za jedne zadušnice za moju dušu. Nadam se, da će ona za nekoliko sati uživati božanski pogled milošću i pomoću Božjom. Moja draga Julijo! Želio bih iz sve duše, da ti uzmognem ostaviti posljednji spomen svoje najdublje ljubavi, ali sam gol i siromah. No zamolio sam njegovo veličanstvo, da se napram tebi iskaže veledušnim po svojoj prirođenoj dobroti i milosti, pa s toga ni ne sumnjam, da ćeš osjetiti dokaze slavnog veledušja… Tijem, draga moja Julijo, s Bogom! Ja sam na ovom svijetu bio odan muž, a na drugom bit ću ti najvjerniji posrednik kod Boga. Ostajem za uvijek, moja draga Julijo, tvoj najljubljeniji i najvjerniji muž. U Wiener Neustadtu, 29. travnja 1671. Franjo Frankopan.

## Djela
- Divoto pianto. Composto in versi latini dal conte Francesco Cristoforo Frangipani, perpetuo Conte di Tersatto, per la Partenza della s. Casa di Maria ss. trasportata Dalla Dalmazia a Loreto, (Blaženi plač, sastavljen u latinskim stihovima od grofa Frana Krste Frankopana, vjekovječnog grofa trsatskoga, radi odlaska svete kuće presvete Marije iz Dalmacije u Loreto),[8] Macerata, 1656. (2. izd., Loreto, 1794.)

### Posmrtno
- Vrtić: pjesme Franje Krsta markeza Frankopana, kneza Tržačkoga / izdao Ivan Kostrenčić, Tisak Dragutina Albrechta, Zagreb, 1871.
- Djela Frana Krste Frankopana, prir. Slavko Ježić, Posebna izdanja, knj. 108, Filosofski i filološki spisi, knj. 27, Srpska akademija nauka i umetnosti, Beograd, 1936.
- Izabrana djela. Zrinski, Frankopan, Vitezović, prir. Josip Vončina, Pet stoljeća hrvatske književnosti, knj. 17,  Zora - Matica hrvatska, Zagreb, 1976.
- Zganke za vrime skratiti, urednik, tekst i dokumentacija Milan Bešlić, Edicija Signum, Studio za grafički dizajn i svilotisak, Zagreb, 1991.[9]
- Djela, za tisak prir. i uvodnu raspr. nap. Josip Vončina, Stari pisci hrvatski, knj. 42, Hrvatska akademija znanosti i umjetnosti, Zagreb, 1995.
- Djela, prir. Josip Vončina, Biblioteka Stoljeća hrvatske književnosti, knj. 2, Matica hrvatska, Zagreb, 1995. (2. obn. izd., Biblioteka Stoljeća hrvatske književnosti, knj. 45, 1999.)
- Izabrane pjesme, prir. Josip Vončina, Biblioteka Parnas: niz Književnost, Matica hrvatska, Zagreb, 1996.

## Vanjske poveznice
- Friederich Heyer von Rosenfield (1873), "Grafen Frangipani or Frankopanovich", in: Wappenbuch: Der Adel des Königreichs Dalmatien, Volume 4, part 3 (njem.). Nürnberg: Bauer und Raspe, p. 44–45.
- Friederich Heyer von Rosenfield (1873), "Wappen des Grafen Frangipani or Frankopanovich", in: Wappenbuch: Der Adel des Königreichs Dalmatien, Volume 4, part 3  Arhivirana inačica izvorne stranice od 2. travnja 2021. (Wayback Machine) (njem.). Nürnberg: Bauer und Raspe, taf. 30.

### Sestrinski projekti
|  | Zajednički poslužitelj ima još gradiva o temi Fran Krsto Frankopan |
|  | Wikizvor ima izvorni tekst Gartlic za čas kratiti                  |
|  | Wikizvor ima izvorna djela autora: Fran Krsto Frankapan            |
|  | Wikicitati imaju zbirke citata o temi Fran Krsto Frankopan         |

### Mrežna sjedišta
- LZMK / Hrvatski biografski leksikon: Frankapan, Fran II. Krsto Tržački (Ferenac Trsazki, Francesco Cristoforo) (autor: Zoran Kravar, 1998.)
- Fran Krsto Frankopan: Pjesme
- Slavko Ježić, Život i rad Frana Krste Frankopana : s izborom iz njegovih djela : o 250. obljetnici zrinsko-frankpanske pogibije